# Lovisa Worge
Stina Lovisa Worge, född 14 januari 1997 i Sankt Laurentii församling i Söderköping, är en svensk TV-personlighet, entreprenör och influencer.
Worge som tidigare var modell blev 2018 anställd av Bianca Ingrosso som assistent och sedan som koordinator. I hennes roll syntes hon frekvent i TV-serien Wahlgrens värld. Detta skapade henne en plattform som influerare och hennes instagramkonto har över 207 000 följare. Tillsammans med Ingrosso startade de företaget ANI Jewels.
Tillsammans med Klara Elvgren, Alice Stenlöf och Hanna Friberg kommer Worge vara huvudperson i Prime Videos nya realityserie Girls of Sthlm. Serien har premiär den 4 april 2025.